# الحسين بن عبد السلام
أبو عبد الله الحسين بن عبد السلام المصري (~170هـ/786م - 258هـ/872م) لُقِّب بالجمل، وهو أديب وشاعر وفقيه وراو حديثٍ من العصر العباسي الأوَّل. ولِدَ الحسين بن عبد السلام قرابة 168هـ، أو قرابة 170هـ، وانتقل في فترةٍ من حياته إلى دمشق، واشتهر هناك شاعراً، وأغلب شعره في المديح، وله كذلك قصائد في الهجاء. مدح الحسين بن عبد السلام أحمد بن المُدبِّر في دمشق، وفي بغداد مدح الخليفة المأمون، ومدح كذلك عبد الله بن طاهر في خراسان. عمَّر الحسين بن عبد السلام عمراً طويلاً وتُوفِّي في ربيع الثاني من عام 258هـ.